# Jon Corbett
Jon Corbett (* um 1960) ist ein britischer Jazz- und Improvisationsmusiker (Trompete, Komposition, auch Piccolotrompete, Kornett, Ventilposaune).

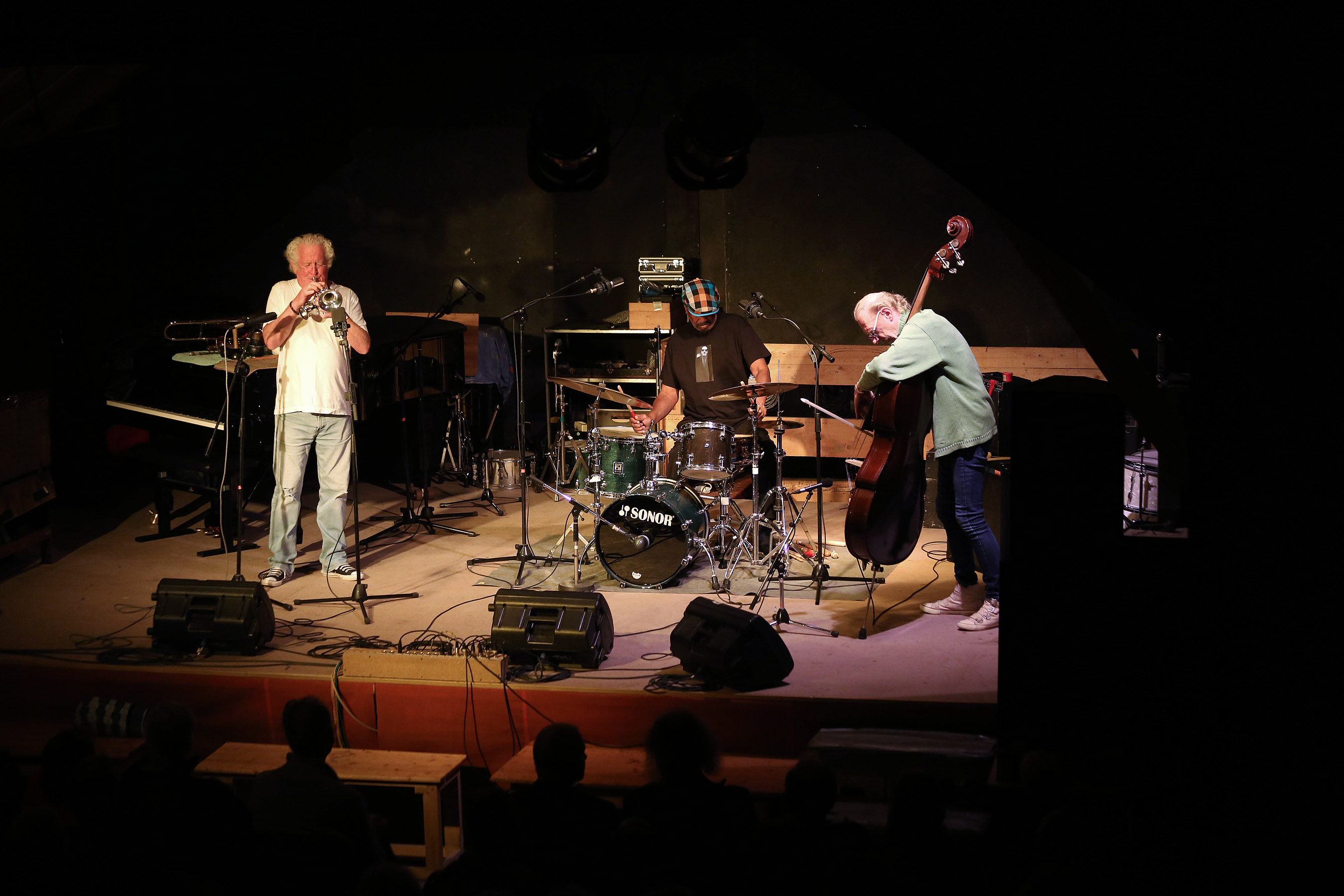
Jon Corbett (links) bei einem Auftritt mit Dangerous Musics (mit Nick Stephens, Louis Moholo) beim Ulrichsberger Kaleidophon 2013 in Ulrichsberg, Oberösterreich.

Corbett arbeitete ab den späten 1970er-Jahren in der Londoner Improvisationsszene; Ende des Jahrzehnts gehörte er einer Formation um den Schlagzeuger John Stevens an, in der auch Paul Rutherford, Henry Kaiser und Marcio Mattos spielten. In den folgenden Jahren arbeitete er u. a. mit dem Spontaneous Music Orchestra, in den Trio-Projekten von Derek Baileys Company (u. a. mit Evan Parker, J. D. Parran und Ernst Reijseger; Trios), 1989 mit dem London Jazz Composers Orchestra um Barry Guy, in den 1990ern weiterhin mit Harry Becketts Flugelhorn 4+3 und mit dem Paul Dunmall Quartet and Sextet.
Ab 1987 bildete Corbett ein Trio mit Nick Stephens und Roger Turner. In einem elfköpfigen Ensemble wirkte er 1988 an einer Auftragskomposition von Pat Thomas mit. 2005 nahm er mit Stephens und Tony Marsh die beiden Alben Today's Play und The Play's the Thing (Loose Torque) auf. Corbett war laut Tom Lord zwischen 1978 und 2009 an 33 Aufnahmesessions beteiligt.

## Diskographische Hinweise
- Nick Stepphens Septett: Live at the Plough Stockwell
- The September Quartet: That Goes Around (2006), mit Paul Dunmall, Nick Stephens, Tony Marsh
- Jon Corbett's Dangerous Musics: Kongens Gade (Leo Records, 2008), mit Nick Stephens, Louis Moholo-Moholo
- The Schizo Quartet: Don't Answer It (Loose Torque), Duo mit Nick Stephens
- Calling Signals 09:  A Winter's Tour (2009), mit Frode Gjerstad, Nick Stephens, Paal Nilssen-Love